# Premier Soccer League
Premier Soccer League este prima ligă a sistemului competițional fotbalistic din Africa de Sud, zona CAF.

## Istoric
Campionatul de fotbal din Africa de Sud are o istorie cu totul aparte. În 1959 și 1960 s-au format două campionate de aceeași valoare, cea din 1959 „NFL” era liga tradițională a „albilor” și cea din 1960 „NPSL” era liga tradițională a „negrilor”. NPSL a înființat o ligă națională profesionistă abia în 1970 după încercări anterioare nereușite (au fost organizate mai multe ligi regionale înainte). Tot în anii 1960, comunitățile „colorate” și indiene au înființat o altă ligă „SASL”, care nu a durat foarte mult și a fost succedat de „FPL” la sfârșitul deceniului. Când NFL s-a desființat 1977, majoritatea cluburilor sale s-au alăturat celor din NPSL, deși unii (cum ar fi Durban City) au preferat să se alăture celor din FPL până când au realizat că majoritatea echipelor importante jucau în liga NPSL. În 1984, un NPSL rival s-a despărțit în urma politicilor din sala de consiliu, pe care marea federație a continuat ca NSL. În 1992 NPSL se desființează, până atunci campionatele nu erau eligibile pentru a da o campioană a țării, aceasta din urmă îi revin celor din NSL, deoarece este continuatoare de drept a primei ligi din 1985. NSL „absoarbe” și rivalul FPL în 1991, astfel în 1993 Africa de Sud rămâne să aibă un singur campionat eligibil pentru toate cluburile și cel mai important campionat în ierarhia fotbalului sud-african până astăzi. În 1996, NSL devine PSL - Premier Soccer League, când a adoptat „calendarul” englezesc august-mai. Federația de Fotbal din Africa de Sud recunoaște oficial doar echipele campioane care au câștigat NPSL, NSL și astăzi PSL, nu și echipele care au câștigat NFL sau FPL.

## Echipe în top 3
| Sezon   | Campioană       | Locul 2       | Locul 3       | Sezon   | Campioană     | Locul 2         | Locul 3        | Sezon   | Campioană     | Locul 2        | Locul 3        |
| ------- | --------------- | ------------- | ------------- | ------- | ------------- | --------------- | -------------- | ------- | ------------- | -------------- | -------------- |
| 2023-24 | Mamelodi        | Orlando       | Stellenbosch  | 2024-25 |               |                 |                | 2025-26 |               |                |                |
| 2020-21 | Mamelodi        | AmaZulu       | Orlando       | 2021-22 | Mamelodi      | Cape Town City  | Royal AM       | 2022-23 | Mamelodi      | Orlando        | SuperSport     |
| 2017-18 | Mamelodi        | Orlando       | Kaizer Chiefs | 2018-19 | Mamelodi      | Orlando         | Bidvest Wits   | 2019-20 | Mamelodi      | Kaizer Chiefs  | Orlando        |
| 2014-15 | Kaizer Chiefs   | Mamelodi      | Bidvest Wits  | 2015-16 | Mamelodi      | Bidvest Wits    | Platinum Stars | 2016-17 | Bidvest Wits  | Mamelodi       | Cape Town City |
| 2011-12 | Orlando         | Swallows      | SuperSport    | 2012-13 | Kaizer Chiefs | Platinum Stars  | Orlando        | 2013-14 | Mamelodi      | Kaizer Chiefs  | Bidvest Wits   |
| 2008-09 | SuperSport      | Orlando       | Kaizer Chiefs | 2009-10 | SuperSport    | Mamelodi        | Kaizer Chiefs  | 2010-11 | Orlando       | Ajax Cape Town | Kaizer Chiefs  |
| 2005-06 | Mamelodi        | Orlando       | Kaizer Chiefs | 2006-07 | Mamelodi      | Platinum Stars  | Swallows       | 2007-08 | SuperSport    | Ajax Cape Town | Santos         |
| 2002-03 | Orlando         | SuperSport    | Bidvest Wits  | 2003-04 | Kaizer Chiefs | Ajax Cape Town✶ | SuperSport     | 2004-05 | Kaizer Chiefs | Orlando        | Mamelodi       |
| 1999-00 | Mamelodi        | Orlando       | Kaizer Chiefs | 2000-01 | Orlando       | Kaizer Chiefs   | Mamelodi       | 2001-02 | Santos        | SuperSport     | Orlando        |
| 1996-97 | Manning Rangers | Kaizer Chiefs | Orlando       | 1997-98 | Mamelodi      | Kaizer Chiefs   | Orlando        | 1998-99 | Mamelodi      | Kaizer Chiefs  | Orlando        |

| Sezon | Campioană        | Locul 2       | Locul 3       | Sezon | Campioană | Locul 2 | Locul 3 | Sezon | Campioană | Locul 2 | Locul 3 |
| ----- | ---------------- | ------------- | ------------- | ----- | --- | --- | --- | --- | --- | --- | --- |
| 1995  | Cape Town Spurs✶ | Mamelodi      | Orlando       | 1996  | S-a jucat doar turul, nu și returul, de aceea echipei Kaizer Chiefs nu i se atribuie oficial și titlu de campioană | S-a jucat doar turul, nu și returul, de aceea echipei Kaizer Chiefs nu i se atribuie oficial și titlu de campioană | S-a jucat doar turul, nu și returul, de aceea echipei Kaizer Chiefs nu i se atribuie oficial și titlu de campioană | S-a jucat doar turul, nu și returul, de aceea echipei Kaizer Chiefs nu i se atribuie oficial și titlu de campioană | S-a jucat doar turul, nu și returul, de aceea echipei Kaizer Chiefs nu i se atribuie oficial și titlu de campioană | S-a jucat doar turul, nu și returul, de aceea echipei Kaizer Chiefs nu i se atribuie oficial și titlu de campioană | S-a jucat doar turul, nu și returul, de aceea echipei Kaizer Chiefs nu i se atribuie oficial și titlu de campioană |
| 1992  | Kaizer Chiefs    | Hellenic      | Bidvest Wits  | 1993  | Mamelodi | Swallows | AmaZulu | 1994 | Orlando | Cape Town Spurs | Umtata Bucks✶ |
| 1989  | Kaizer Chiefs    | Orlando       | Hellenic      | 1990  | Mamelodi | Kaizer Chiefs | Orlando | 1991 | Kaizer Chiefs | Mamelodi | Fairway Stars |
| 1986  | Rangers Africa   | Bush Bucks    | AmaZulu       | 1987  | Jomo Cosmos | Kaizer Chiefs | Mamelodi | 1988 | Mamelodi | Jomo Cosmos | Arcadia |
| 1983  | Durban City      | Arcadia       | Kaizer Chiefs | 1984  | Kaizer Chiefs | Swallows | Durban City | 1985 | Bush Bucks✶ | Rangers Africa | Bloem Celtic |
| 1980  | Highlands Park   | Kaizer Chiefs | Bidvest Wits  | 1981  | Kaizer Chiefs | Highlands Park | Arcadia | 1982 | Durban City | Bidvest Wits | Kaizer Chiefs |
| 1977  | Kaizer Chiefs    | Lipsă date    | Lipsă date    | 1978  | Lusitano Club | Bidvest Wits | Arcadia | 1979 | Kaizer Chiefs | Arcadia | Highlands Park |
| 1974  | Kaizer Chiefs    | Swallows      | AmaZulu       | 1975  | Orlando | Lipsă date | Lipsă date | 1976 | Orlando | Kaizer Chiefs | Swallows |
| 1971  | Orlando          | Kaizer Chiefs | Swallows      | 1972  | AmaZulu | Lipsă date | Lipsă date | 1973 | Orlando | Lipsă date | Lipsă date |

## Podium
| Club Sportiv   | 1  | 2  | 3 | Fondat în : |
| -------------- | -- | -- | - | ----------- |
| Mamelodi       | 16 | 5  | 3 | 1970        |
| Kaizer Chiefs  | 12 | 11 | 8 | 1970        |
| Orlando        | 9  | 8  | 9 | 1937        |
| SuperSport     | 3  | 2  | 3 | 1994        |
| Durban City    | 2  | -  | 1 | 1957        |
| Bidvest Wits   | 1  | 3  | 6 | 1921        |
| AmaZulu        | 1  | 1  | 3 | 1932        |
| Bush Bucks     | 1  | 1  | 1 | 1957        |
| Highlands Park | 1  | 1  | 1 | 1959        |
| Ajax Cape Town | 1  | 4  | - | 1998        |
| Jomo Cosmos    | 1  | 1  | - | 1928        |
| Rangers Africa | 1  | 1  | - | 1889        |

| Club Sportiv    | 1 | 2 | 3 | Fondat în : |
| --------------- | - | - | - | ----------- |
| Engen Santos    | 1 | - | 1 | 1982        |
| Manning Rangers | 1 | - | - | 1928        |
| Lusitano Club   | 1 | - | - | 1937        |
| Swallows        | - | 4 | 3 | 1947        |
| Arcadia         | - | 2 | 3 | 1903        |
| Platinum Stars  | - | 2 | 1 | 1998        |
| Hellenic        | - | 1 | 1 | 1958        |
| Cape Town City  | - | 1 | 1 | 1962        |
| Bloem Celtic    | - | - | 1 | 1969        |
| Fairway Stars   | - | - | 1 | 1977        |
| Royal AM        | - | - | 1 | 2015        |

## Antrenori
| Naționalitate | Nume           | Sezon   |
| ------------- | -------------- | ------- |
| Africa de Sud | Gordon Igesund | 1996-97 |
| România       | Ted Dumitru    | 1997-98 |
| România       | Ted Dumitru    | 1998-99 |
| Iugoslavia    | Pavle Dolezar  | 1999-00 |
| Africa de Sud | Gordon Igesund | 2000-01 |
| Africa de Sud | Gordon Igesund | 2001-02 |
| Zimbabwe      | Roy Barreto    | 2002-03 |
| România       | Ted Dumitru    | 2003-04 |

| Naționalitate | Nume                 | Sezon   |
| ------------- | -------------------- | ------- |
| România       | Ted Dumitru          | 2004-05 |
| Argentina     | Miguel Ángel Gamondi | 2005-06 |
| Africa de Sud | Gordon Igesund       | 2006-07 |
| Africa de Sud | Gavin Hunt           | 2007-08 |
| Africa de Sud | Gavin Hunt           | 2008-09 |
| Africa de Sud | Gavin Hunt           | 2009-10 |
| Țările de Jos | Ruud Krol            | 2010-11 |
| Peru          | Augusto Palacios     | 2011-12 |

| Naționalitate | Nume           | Sezon   |
| ------------- | -------------- | ------- |
| Scoția        | Stuart Baxter  | 2012-13 |
| Africa de Sud | Pitso Mosimane | 2013-14 |
| Scoția        | Stuart Baxter  | 2014-15 |
| Africa de Sud | Pitso Mosimane | 2015-16 |
| Africa de Sud | Gavin Hunt     | 2016-17 |
| Africa de Sud | Pitso Mosimane | 2017-18 |
| Africa de Sud | Pitso Mosimane | 2018-19 |
| Africa de Sud | Pitso Mosimane | 2019-20 |

| Naționalitate | Nume             | Sezon   |
| ------------- | ---------------- | ------- |
| Africa de Sud | Manqoba Mngqithi | 2020-21 |
|               |                  | 2021-22 |
|               |                  | 2022-23 |
|               |                  | 2023-24 |
|               |                  | 2024-25 |
|               |                  | 2025-26 |
|               |                  | 2026-27 |
|               |                  | 2027-28 |

## Top 10
| Top 10 | Club Sportiv   | Campionat | Cupa | Cupa MTN 8 | Cupa Ligii | Liga Campionilor | Cupa Cupelor | Supercupa Africii | Trofee |
| ------ | -------------- | --------- | ---- | ---------- | ---------- | ---------------- | ------------ | ----------------- | ------ |
| 1      | Kaizer Chiefs  | 12        | 13   | 15         | 13         | -                | 1            | -                 | 54     |
| 2      | Orlando        | 10        | 10   | 12         | 1          | 1                | -            | 1                 | 35     |
| 3      | Mamelodi       | 17        | 6    | 3          | 4          | 1                | -            | 1                 | 32     |
| 4      | SuperSport     | 3         | 5    | 3          | 1          | -                | -            | -                 | 12     |
| 5      | Bidvest Wits   | 1         | 2    | 3          | 3          | -                | -            | -                 | 9      |
| 6      | Swallows       | -         | 5    | 3          | -          | -                | -            | -                 | 8      |
| 8      | Ajax Cape Town | 1         | 2    | 1          | 2          | -                | -            | -                 | 6      |
| 7      | Jomo Cosmos    | 1         | 1    | 1          | 2          | -                | -            | -                 | 5      |
| 9      | Engen Santos   | 1         | 2    | 1          | -          | -                | -            | -                 | 4      |
| 10     | Bush Bucks     | 1         | -    | -          | 3          | -                | -            | -                 | 4      |